# Bārīk Maḩalleh
Bārīk Maḩalleh (persiska: باریک محله) är en ort i Iran.   Den ligger i provinsen Mazandaran, i den norra delen av landet, 130 km nordost om huvudstaden Teheran. Antalet invånare är 357.
Terrängen runt Bārīk Maḩalleh är platt. Runt Bārīk Maḩalleh är det ganska tätbefolkat, med 166 invånare per kvadratkilometer. Närmaste större samhälle är Āmol, 14,3 km sydväst om Bārīk Maḩalleh. Trakten runt Bārīk Maḩalleh består till största delen av jordbruksmark.